# Maurice Lubin
Pour les articles homonymes, voir Lubin.
Maurice Alcibiade Lubin (1917-1998) est un enseignant, historien, avocat, écrivain et diplomate haïtien.

## Biographie
Maurice Lubin est né le 21 septembre 1917 à Jacmel.
Maurice Lubin a fait ses études de littérature, d'histoire et de Droit à Port-au-Prince. Il fut tour à tour enseignant, historien, avocat, statisticien et agent recenseur.
Spécialiste d'histoire et de démographie, il publie quelques données sur la population de Saint-Domingue au XVIIIe siècle.
En 1955, il est nommé représentant d'Haïti, à l'ONU lors du congrès international sur la démographie à Rio de Janeiro au Brésil.
Sous la dictature des Duvalier (père et fils), Maurice Lubin se réfugie en Floride aux États-Unis. Spécialiste de la poésie haïtienne, il enseigne la littérature francophone.
En 1974, il publie à Paris, Afrique et politique aux Éditions La Pensée universelle, dans la collection « Littérature des peuples noirs ».
Maurice Lubin se désole de voir les élites haïtiennes travailler dans les universités étrangères. Ainsi il relate, à l'écrivain Jean Métellus, qu'il avait rencontré au Japon un Haïtien qui avait fait ses études au lycée Toussaint Louverture à Port-au-Prince et qui enseignait l'arabe dans une université japonaise.
Il meurt quelque temps avant l'année 1999.

## Œuvres
- De l'enseignement en Haïti, Imprimerie du commerce, Port-au-Prince : 1947;
- Panorama de la poésie haïtienne, Éditions Deschamps, Port-au-Prince : 1950;
- Poésies haïtiennes, Casa do Estudante do Brasil, Rio de Janeiro : 1956;
- Jacmel et la poésie haïtienne, Imprimerie des antilles, Port-au-Prince : 1967;
- L’administration de Jacmel en 1845, Imprimerie des Antilles, Port-au-Prince : 1970;
- Magloire-Saint-Aude, poète surréaliste d'Haïti, Présence Francophone N°3 (automne 1971): 87-93;
- L'Arique dans la poésie haïtienne, Éditions Panorama, 1965;
- Haîti et la culture, Éditions L. Soulanges, Paris : 1974;
- Afrique et politique, Éditions La Pensée universelle, Collection Littérature des peuples noirs, Paris : 1974;
- Sterling A. Brown est mort, Presence africaine, N°148 (4e trimestre), 1988, pages 176-177.